# Юдін Олександр Костянтинович
Олександр Костянтинович Юдін / O.Yudin (17 березня 1966, Київ) — український науковець, доктор технічних наук, професор, лауреат Державної премії України в галузі науки і техніки, хабілітований доктор технічних наук (2015 р. Польща). Член-кореспондент Академії Зв'язку України і ООН. Автор понад 300 наукових праць.
- Голова комісії 125 «Кібербезпека» науково-методичної комісії № 7 з «Інформаційних технологій, автоматизації та телекомунікацій» МОН України.
- Голова комісії 125 «Кібербезпека» науково-методичної комісії «Інформаційних технологій, автоматизації та телекомунікацій» МОН України з розробки стандартів вищої освіти кваліфікаційного рівня «Баклавр» і «Магістр».
- Член експертної Ради МОН України з Атестації кадрів вищої освіти з «Інформатики, кібернетики та телекомунікації» [Архівовано 20 вересня 2020 у Wayback Machine.] (2014—2018 р.).

## Біографія
В 1983 р. із відзнакою (золота медаль) закінчує середню школу № 212 м. Київ. [Архівовано 26 квітня 2020 у Wayback Machine.] В 1989 році закінчив Київський інститут інженерів цивільної авіації і отримав диплом інженера з відзнакою.  Спеціальність «Технічна експлуатація авіаційного радіоелектронного обладнання».
Кандидат технічних наук за спеціальністю 05.12.04 — радіолокація і радіонавігація. Дисертацію захистив у Київському міжнародному університеті цивільної авіації [Архівовано 20 серпня 2008 у Wayback Machine.]
В 1997 році на тему: «Алгоритми ідентифікації і відновлення зображення радіолокаційних об'єктів».
У 2004 році отримав звання доцента.
Доктор технічних наук за спеціальністю 05.13.06 — Інформаційні технології. Дисертацію захистив у Національному авіаційному університеті [Архівовано 20 серпня 2008 у Wayback Machine.] в 2007 році на тему: «Методи структурного кодування даних в автоматизованих системах управління».
У 2011 році отримав звання професора.
Хабілітований доктор технічних наук [Архівовано 5 травня 2020 у Wayback Machine.] за спеціальністю — Інформаційні технології (Польща). Процедура нострифікації доктора технічних наук в Західно-поморському Технологічному університеті [Архівовано 5 травня 2020 у Wayback Machine.] (Польща), Свідоцтво № 2 / 2015 протокол № 64/2014/2015 від 22.05.2015.
Лауреат Державної премії України в галузі науки і техніки від 18 травня 2012 року. Тема — За систему оперативного управління в кризових ситуаціях, Витяг з Указу Президента України № 330/2012.
Член-кореспондент Академії Зв'язку України і ООН.

## Область наукових досліджень
Наукові дослідження присвячені питанням теорії та практики стеганографії і стеганоаналіза, спектрального аналізу, теорії інформації та кодування, ідентифікації і прийняття рішень, теорії і ідентифікації образів, обробки та компресії цифрових відео зображень.

## Основні етапи педагогічної діяльності
- З 01.04.1989.  по 01.10.1992., працював асистентом кафедри радіоелектроніки Київського інституту інженерів цивільної авіації (КІІЦА).
- З 01.10.1992.  по 14.03.2000.  старший викладач і доцент кафедри радіоелектроніки КИИГА;
- З 02.01.2002.  по 17.09.2004.  на посаді завідувача кафедри комплексних систем захисту інформації Державного університету інформаційно-комунікаційних технологій;
- З 10.05.2005., завідувач кафедри комп'ютеризованих систем захисту інформації Національного авіаційного університету (НАУ);
- З 01.09.2018.  професор кафедри кібербезпеки і захисту інформації факультету інформаційних технологій Київського національного університету імені Тараса Шевченка.

З грудня 2019 року на кафедрі кібербезпеки та захисту інформації Київського національного університету імені Тараса Шевченка не працює.

## Основні етапи адміністративної діяльності
- З 02.04.1992г.  по 01.02.2000г., заступник декана факультету авіаційного радіоелектронного обладнання КІІЦА.
- З 01.02.2000г.  по 17.12.2001г., директор департаменту міжнародних зв'язків та декан факультету по роботі з іноземцями Київського міжнародного університету цивільної авіації (КМУЦА).
- З 02.01.2002г.  по 18.09.2004г., декан факультету інформаційної безпеки Державного університету інформаційно-комунікаційних технологій та завідувач кафедри комплексних систем захисту інформації.
- З 01.02.2005 р.  Начальник управління інформатизації Національного авіаційного університету.
- З 03.10.2008г.  по 16.12.2012г., директор Інституту новітніх технологій Національного авіаційного університету та НАН України (Спільний Наказ: МОНУ і НАН України).
- З 17.12.2013г.  по 28.08.2018г., директор Інституту комп'ютерних інформаційних технологій Національного авіаційного університету.